# Diferencial de una función
En la matemática universal, concretamente en cálculo diferencial, el diferencial es un objeto matemático que representa la parte intermediaria del cambio en la factorización de una función {\displaystyle y=f(x)} con respecto a cambios en la variable dependiente de cada ecuación.

## Funciones de una variable
Informalmente, el diferencial {\displaystyle {\text{d}}y} se define en cursos introductorios mediante la expresión:

{\displaystyle {\text{d}}y=f'(x)\,{\text{d}}x,}

donde {\displaystyle f'(x)} es la derivada de {\displaystyle f} con respecto a {\displaystyle x}, y donde {\displaystyle {\text{d}}x} es una variable real adicional a la ecuación (de manera que {\displaystyle {\text{d}}y} es una función de dos variables {\displaystyle x} y {\displaystyle {\text{d}}x}). La notación es tal que la expresión:

{\displaystyle {\text{d}}y={\frac {{\text{d}}y}{{\text{d}}x}}\,{\text{d}}x}

donde la derivada es representada en la notación de Leibniz {\displaystyle \textstyle {\frac {{\text{d}}y}{{\text{d}}x}}}, se mantiene, y es consistente con respecto a la derivada como el cociente de diferenciales.
El significado preciso de las variables {\displaystyle {\text{d}}y} y {\displaystyle {\text{d}}x} depende del contexto de aplicación y del nivel de rigor matemático requerido. Según consideraciones matemáticas rigurosas modernas, las notaciones {\displaystyle {\text{d}}y} y {\displaystyle {\text{d}}x} son simplemente variables reales y son manipuladas como tales. El dominio de estas variables puede tomar un significado geométrico particular si el diferencial es considerado como una forma diferencial, o significado analítico si el diferencial es considerado como una aproximación lineal al incremento de una función. En aplicaciones físicas, a menudo, se requiere que las variables {\displaystyle {\text{d}}x} y {\displaystyle {\text{d}}y} sean sumamente pequeñas (infinitesimales).

## Definición
Para funciones de variables reales es posible definir el diferencial rigurosamente interpretándolo como una 1-forma. Así el diferencial está definido en los tratamientos modernos del cálculo diferencial de la siguiente manera. El diferencial de una función {\displaystyle f(x)} de variable real {\displaystyle x\in \mathbb {R} ^{n}} es la función {\displaystyle {\text{d}}f}:

{\displaystyle {\text{d}}f:=f'(x)\,{\text{d}}x.}

donde {\displaystyle {\text{d}}x} y {\displaystyle {\text{d}}f} son covectores del espacio cotangente {\displaystyle T^{*}\mathbb {R} ^{n}} que es isomorfo al propio {\displaystyle \mathbb {R} ^{n}}. Uno, o los dos, argumentos pueden ser suprimidos; por ejemplo, se puede ver {\displaystyle {\text{d}}f(x)} o simplemente {\displaystyle {\text{d}}f}. Si {\displaystyle y=f(x)}, el diferencial también puede ser escrito {\displaystyle {\text{d}}y}. Dado que {\displaystyle {\text{d}}x(x,\Delta x)=\Delta x} es convencional escribir {\displaystyle {\text{d}}x=\Delta x}, de manera que la igualdad {\displaystyle {\text{d}}f(x)=f'(x)\,{\text{d}}x} se mantiene.

### Interpretación geométrica del diferencial
El diferencial se puede tomar en el sentido geométrico como la elevación de la tangente desde el punto en que se toma el diferencial. 
Recuérdese que la derivada de la función en el punto es la pendiente de la recta tangente a la función en el punto, como sabemos que la tangente de un ángulo es igual al cociente entre el cateto opuesto (incremento de y) y el cateto contiguo (incremento de x) de un hipotético triángulo rectángulo, solo hay que despejar el incremento de y que equivale a nuestro diferencial.
Vista geométricamente, la elevación se produce verticalmente a partir del punto en que se toma el diferencial. El incremento {\displaystyle \Delta x\,} que se tome representará el alejamiento horizontal que haga desde el punto en cuestión. 
Así la elevación de la tangente que se obtenga como resultado dependerá del punto en cuestión y del alejamiento horizontal que se tomen, que en la fórmulas matemáticas están definidos respectivamente por {\displaystyle x\,} y {\displaystyle \Delta x\,}.

## Generalizaciones

### Matriz jacobiana
Para funciones de más de una variable, el concepto de diferencial es generalizado mediante la matriz jacobiana. La matriz jacobiana es una representación en coordenadas de una aplicación lineal que aproxima en primer orden una función de {\displaystyle \mathbb {R} ^{m}} a {\displaystyle \mathbb {R} ^{n}}. Los requerimientos de diferenciabilidad en espacios euclídeos de dimensión superior a {\displaystyle 1}, son un poco más exigentes que en {\displaystyle \mathbb {R} }, ya que la simple existencia de derivadas no es suficiente para asegurar la diferenciabilidad.

### Aplicaciones entre variedades
Dadas dos variedades diferenciables {\displaystyle {\mathcal {M}}} de dimensión {\displaystyle m} y {\displaystyle {\mathcal {N}}} de dimensión {\displaystyle n} y una aplicación entre ellas {\displaystyle \phi \colon {\mathcal {M}}\to {\mathcal {N}}} el concepto de aplicación diferencial tangente (o pushforward) es una aplicación lineal entre los fibrados tangentes de ambas variedades. Una aplicación de ese tipo se dice diferenciable si dada una carta local {\displaystyle (U,\psi _{U})\ (U\subset {\mathcal {M}})} que contenga al punto {\displaystyle p} y {\displaystyle (V,\psi _{V})\ (V\subset {\mathcal {N}})} que contenga a {\displaystyle \phi (p)}, la aplicación {\displaystyle F\colon \psi _{U}(U)\subset \mathbb {R} ^{m}\to \psi _{V}(V)\subset \mathbb {R} ^{n}}es diferenciable como función de {\displaystyle \mathbb {R} ^{m}} a {\displaystyle \mathbb {R} ^{n}}.
Para definir la noción de aplicación lineal tangente de una aplicación diferenciable entre variedades debe tenerse en cuenta el hecho de que el espacio tangente a una variedad diferenciable puede identificarse con el conjunto de derivaciones sobre el espacio de funciones definidas sobre la variedad. En esa identificación una derivación se puede llegar a identificar como "la derivada direccional" en una cierta dirección. Dado ese vínculo un vector queda caracterizado por su acción sobre las funciones definidas sobre una variedad. A partir de esa noción dada una aplicación diferenciable {\displaystyle \phi \colon {\mathcal {M}}\to {\mathcal {N}}} se define la aplicación lineal tangente:

{\displaystyle \phi _{*}\colon T{\mathcal {M}}\to T{\mathcal {N}}}

Tal que a un vector en p {\displaystyle (p,\mathbf {v} )} le asigna el único vector {\displaystyle (\phi (p),\mathbf {w} )} que hace que se cumpla que:

{\displaystyle \phi _{*}(\mathbf {v} )({\tilde {f}})|_{p}=\mathbf {w} (f)|_{\phi (p)},\quad \forall f\colon {\mathcal {N}}\to \mathbb {R} }

Donde:
{\displaystyle {\tilde {f}}:=\phi \circ f\colon {\mathcal {M}}\to \mathbb {R} }